# 科萨 (毛主义者)
卡达日·萨蒂亚纳拉扬·雷迪（Kadari Satyanarayan Reddy），熟称科萨（Kosa），是印度共产党（毛主义）中央委员。

## 生平
曾任印共（毛）丹达卡冉亚特区委员会书记，是印共（毛）前“军事指挥官”，并由党中央局任命，以在基申吉死后为该区域的毛派运动“填补空白”。  科萨被提升到党的中央委员会之后，拉曼纳（Ramanna）取代他成为丹达卡冉亚特区委员会负责人。
2009年，新德里电视台声称科萨是“印度五大毛派领导人之一”。 科萨表示毛派“只是因自卫而拿起武器”。中央后备警察部队的一名官员称科萨“非常善于使用武器和弹药，擅长游击战”。

## 家庭
1984年，科萨与拉德哈结婚，他们结婚后不久，科萨就决定做输精管切除术，因为这对夫妇认为：“生养孩子并进行游击战是非常困难的。”科萨告诉媒体：“毛派干部没有强迫妇女接受绝育手术，但他们自己却选择了手术。”